# Haskell (Texas)
Haskell város az USA Texas államában. Lakosainak száma 3089 fő (2020. április 1.).

## Népesség
A település népességének változása:

| 2010 | 3 322 |
| 2020 | 3 089 |